# Biserica Sfântul Ilie din Vatra Dornei

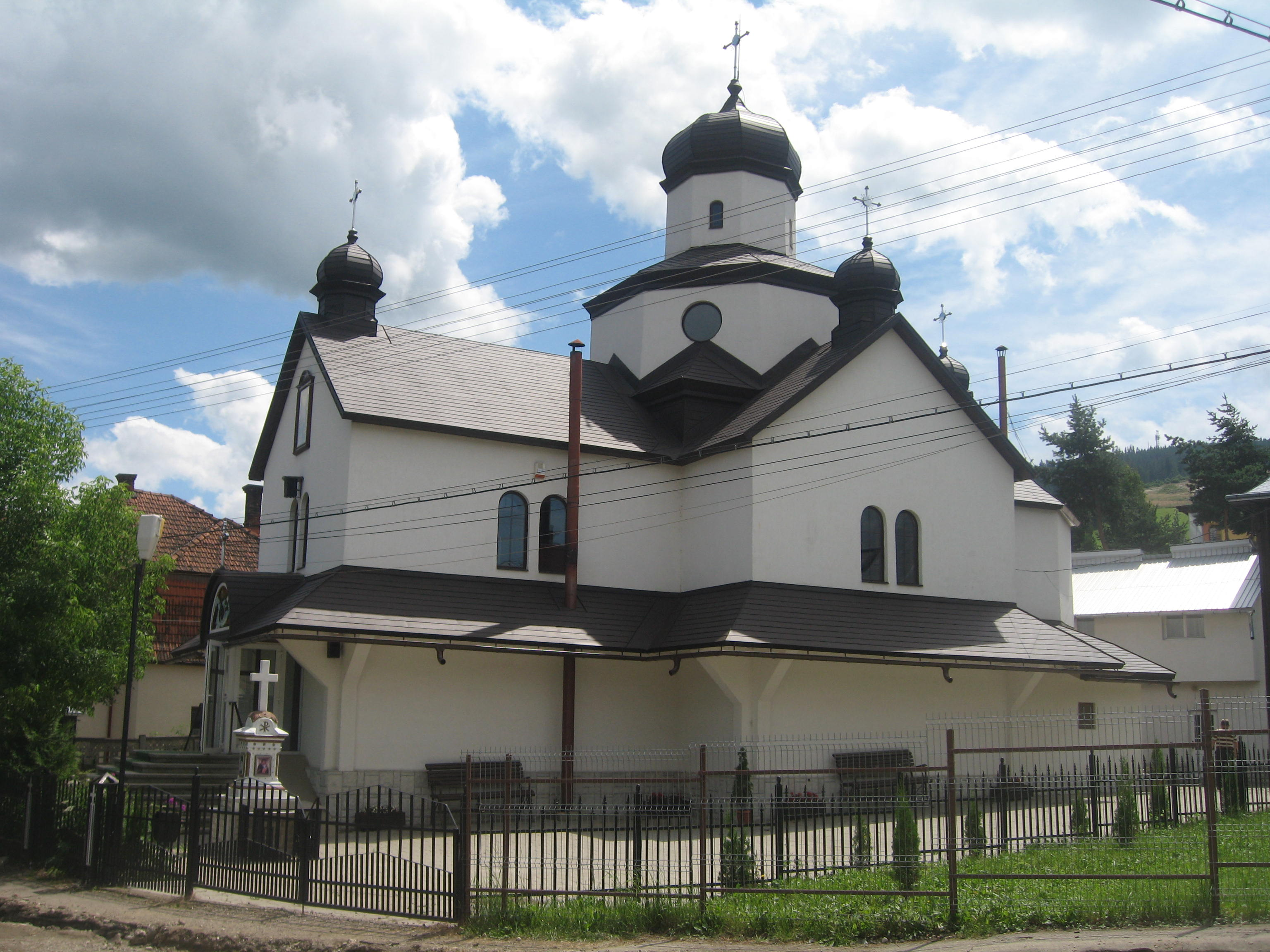
Biserica "Sf. Ilie" din Vatra Dornei

Biserica "Sfântul Ilie" din Vatra Dornei este o biserică construită în anul 1908 de către comunitatea greco-catolică ruteană din municipiul Vatra Dornei. După desființarea cultului greco-catolic rutean din România (1952), biserica a fost preluată de statul român care a trecut-o în folosința comunității ortodoxe. Ea a fost reparată și modernizată în a doua jumătate a secolului al XX-lea și la începutul secolului al XXI-lea.
Biserica este situată pe str. Negrești nr. 15, pe drumul spre stația de telescaun.

## Istoricul bisericii

### Funcționarea ca biserică greco-catolică
În anul 1775, ca urmare a atitudinii de neutralitate pe care a avut-o în timpul conflictului militar dintre Turcia și Rusia (1768-1774), Imperiul Habsburgic (Austria de astăzi) a primit o parte din teritoriul Moldovei de nord. Regiunea aceasta este bogată în fagi, de aici provenind și denumirea de Bucovina (Țara Fagilor) pe care i-au dat-o austriecii. În secolul al XIX-lea s-au stabilit aici în căutare de lucru și coloniști ruteni de religie greco-catolică, proveniți din Galiția sau din unele sate din nordul Bucovinei.
Credincioșii greco-catolici ruteni și-au construit la Vatra Dornei, în anul 1908, o biserică de lemn cu hramul "Schimbarea la Față".  Aceasta a avut statutul de biserică filială a Parohiei "Sf. Dumitru" din Câmpulung Moldovenesc, după cum se specifică în capitolul "Vicariatul General Special al Rutenilor" din "Șematismul veneratului cler al Eparhiei greco-catolice române a Maramureșului" pe anul 1936. 
Conform recensământului din 1930, în orașul Vatra Dornei locuiau 9.826 persoane, dintre care 6.162 români (62,71%), 1.747 evrei (17,77%), 1.548 germani (15,75%), 153 polonezi (1,55%), 98 ruteni (0,99%), 40 unguri, 36 țigani, 20 ruși, 8 armeni, 7 cehoslovaci, 3 sârbo-croato-sloveni, 1 grec, 1 de alt neam și 2 de naționalitate nedeclarată.  Din punct de vedere al religiei, populația era alcătuită din 6.062 ortodocși (61,69%), 1.750 mozaici (17,80%), 1.385 romano-catolici (14,09%), 369 evanghelici (luterani) (3,75%), 245 greco-catolici (2,49%), 5 reformați (calvini), 3 unitarieni, 3 armeno-catolici, 1 armeno-gregorian, 1 fără religie (liber-cugetători) și 2 de religie nedeclarată. În Șematismul greco-catolic din anul 1936 se specifica că în Vatra Dornei locuiau aproximativ 300 de credincioși greco-catolici. 
Cultul greco-catolic român (unit cu Roma) a fost desființat prin Decretul nr. 358 din 1 decembrie 1948, iar cultul greco-catolic rutean a fost desființat și el prin Decretul nr. 7738 din 26 mai 1952.  Începând din anul 1952, Biserica Greco-Catolică Ruteană din România și-a încetat existența.
După Revoluția din decembrie 1989, Parohia greco-catolică ucraineană "Sf. Dumitru" din Câmpulung Moldovenesc a fost reînființată la 19 februarie 1995. Prima slujbă religioasă din filiala Vatra Dornei s-a celebrat la 24 iunie 1999 de către preotul paroh Ilie Veneciuc. Ca urmare a faptului că bisericile greco-catolice din Câmpulung Moldovenesc și Vatra Dornei se aflau în folosința comunităților ortodoxe din acele localități, slujbele religioase ale greco-catolicilor ucraineni se celebrează în bisericile romano-catolice din localitățile respective, cu acceptul Episcopiei Romano-Catolice de Iași.  La Vatra Dornei, se celebrează liturghia greco-catolică o dată la două săptămâni în biserica romano-catolică. 

### Funcționarea ca biserică ortodoxă
La mijlocul secolului al XX-lea, credincioșii ortodocși din orașul Vatra Dornei aveau doar o biserică de lemn veche, refăcută după primul război mondial și mutată în 1939 lânga imobilul Casei de Odihna a Fondului Bisericesc (Casa Vladimir). Aceasta a ars până la temelie în noaptea de 2 septembrie 1954, în urma unui incendiu devastator, înscenat de către autoritățile comuniste. 
După incendierea bisericii parohiale, fosta biserică greco-catolică din Vatra Dornei a fost redeschisă ca lăcaș de cult al comunității ortodoxe din oraș. Biserica a începută să fie frecventată de credincioșii ortodocși români. Până în anul 1980 s-au efectuat mai multe lucrări de reparații și renovări, prin osteneala preotului Gavril Cîrstean (paroh de Vatra Dornei) și cu sprijinul credincioșilor dorneni (printre care s-au evidențiat credincioșii Ungureanu, Savin și Rahila Jusca). Lăcașul de cult a fost resfințit la 26 octombrie 1980 de către Adrian Hrițcu "Botoșăneanul", episcop-vicar al Arhiepiscopiei Iașilor. În cuvântul de învățătură rostit cu acel prilej episcopul a afirmat următoarele: „Am sfințit multe lăcașuri de închinare, însă o asemenea atmosferă ca la Vatra Dornei nu am întâlnit – lume multă adunată, costume naționale alese, oameni chipeși, ceea ce denotă că sunt urmași vrednici a lui Ștefan cel Mare, domnul Moldovei și al Bucovinei”. 
Slujbele reliogioase de la Biserica "Sf. Ilie" au fost celebrate până în 1991, prin rotație, de toți preoții din oraș. În anul 1991 s-a înființat Parohia „Sf. Ilie”, aici slujind până în anul 2000 preoții Mihai Valica, Ioan Argatu și Ovidiu Petrovici, care s-au îngrijit să aducă îmbunătățiri locașului de cult. În anul 2000 a fost numit ca paroh preotul Victor Ovidiu Cîrceie.
În perioada 2000–2009, a fost efectuată o nouă serie de lucrări de reparații și modernizare care au constat în: 
- repararea și modernizarea interioară și exterioară a lăcașului de cult (renovarea fațadei, schimbarea învelitorii acoperișului și a tâmplăriei, schimbarea dușumelei, montarea unui sistem de încălzire, refacerea Sfintei Mese și igienizarea interioară);
- amenajarea și pavarea curții, precum și împrejmuirea sa cu un gard metalic;
- renovarea casei de prăznuire și construirea unei case mortuare;
- construirea unei clopotnițe noi în care s-au amplasat trei clopote, dintre care două clopote noi;
- repararea și modernizarea capelei și cimitirului din str. Chilia (aflate în administrarea Parohiei „Sf. Ilie”). Astfel, capela a fost dotată cu o catapeteasmă nouă (pictată de prezbitera Lucia Fechete), candelabre și mobilier nou, iar cimitirul a fost împrejmuit cu gard metalic.

Lucrările de modernizare a acestui lăcaș de cult s-au efectuat cu sprijinul ing. Ioan Moraru (primar al localității) și al Consiliului Local Vatra Dornei, precum și a fostului consiliu condus de ing. Constantin Huțanu. Printre cei care au contribuit la renovarea bisericii se află familiile următoare: Tărniceru Petru și Camelia, Chiforescu Stelian și Doina, Iordache Gavril și Gheorghina Geta, Crăciunescu Ilie și Floarea, Alupei Mircea și Elena, Proboteanu Sorin și Doina, Pardău Dumitru și Geta, Rusu Mircea Filaret, Irinariu Gheorghe și Ileana, Boancheș Ilie și Rodica, Boancheș Luca și Mariana, Bădiliță Doru și Ramona, Schmid Scridon și Lucia, Iordache Gheorghe și Carmen, Vezeteu Gheorghe și Olimpia, Păsat Daniel și Roxana, Boca Lazăr Florin și Felicia, Piticaru Tusnelda, Candrea Nicolae și Rodica, Bodea Leontin și Carmen, Mironescu Vasile și Irina, Năstase Ioan și Mărioara, Ripan Ioan și Maria, Cojocaru Nicolae și Doina, Negrea Timotei cu familia, Pihureac Niculai și Luminița, Groza Dumitru și Anișoara, Vermeșan Ioan și Florentina, Prună Grigore și Daniela, Boancheș Gavril și Vasilica, Cimbru Gheorghe și Maria, Ursu Mihail și Elvira cu familia, Matenco Dana și Daniel.
După finalizarea lucrărilor de modernizare, Biserica "Sf. Ilie" a fost resfințită la 1 noiembrie 2009 de către arhiepiscopul Pimen Zainea al Sucevei și Rădăuților, înconjurat de un sobor de preoți și diaconi din care a făcut parte și pr. Aurel Goraș, protopop al Protopopiatului Câmpulung Moldovenesc. 

## Imagini

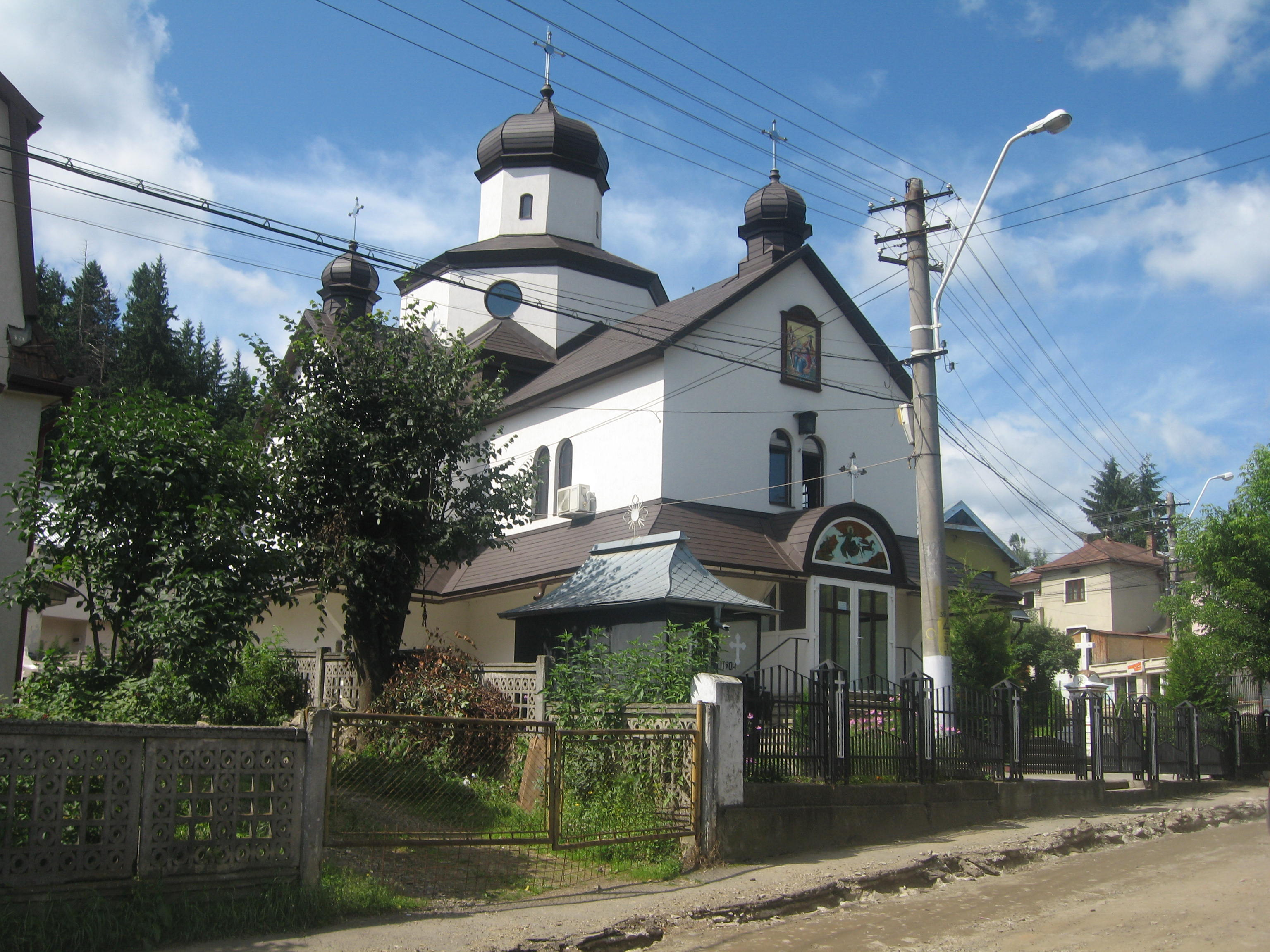
Biserica "Sf. Ilie" din Vatra Dornei
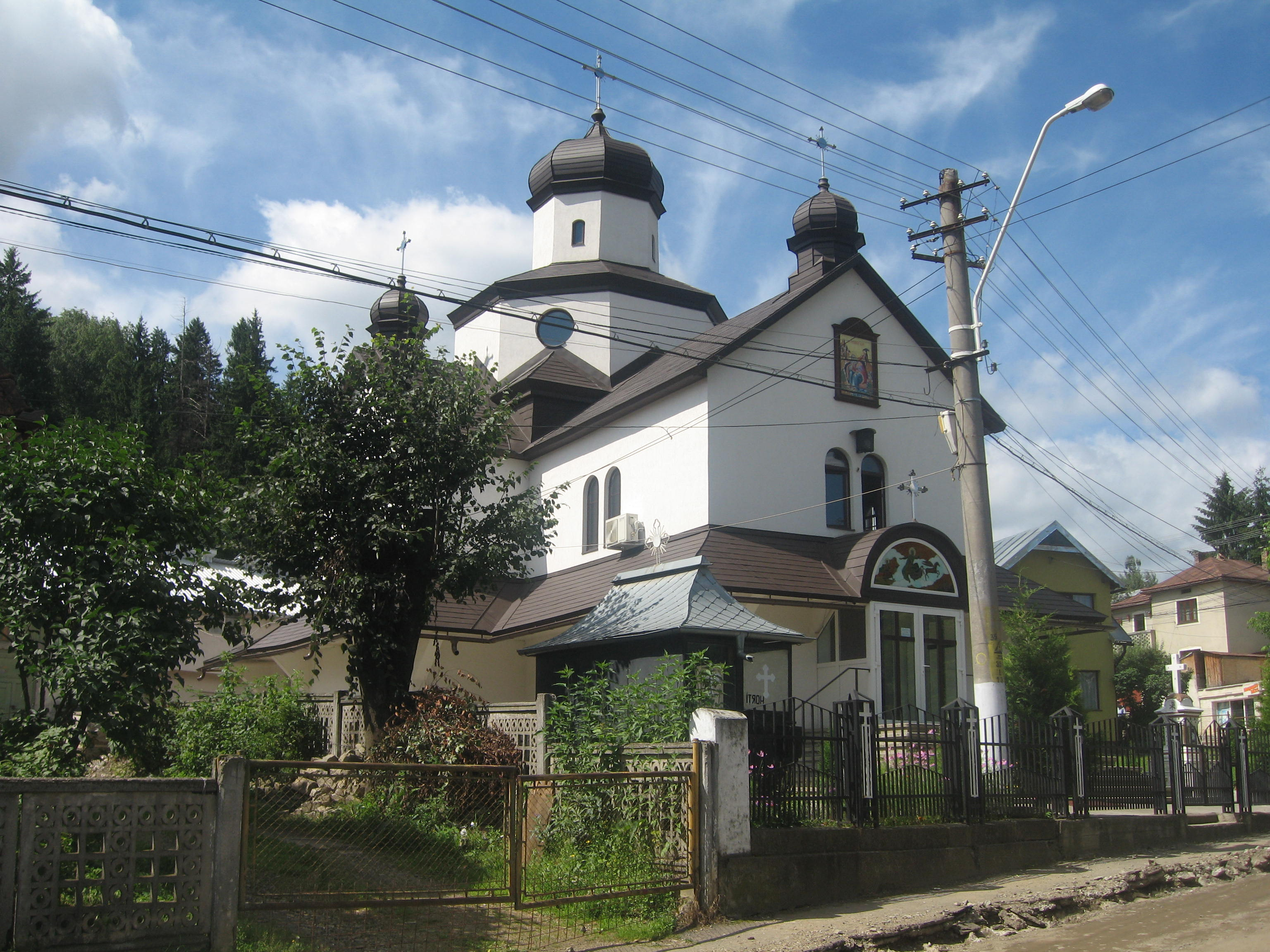
Biserica "Sf. Ilie" din Vatra Dornei
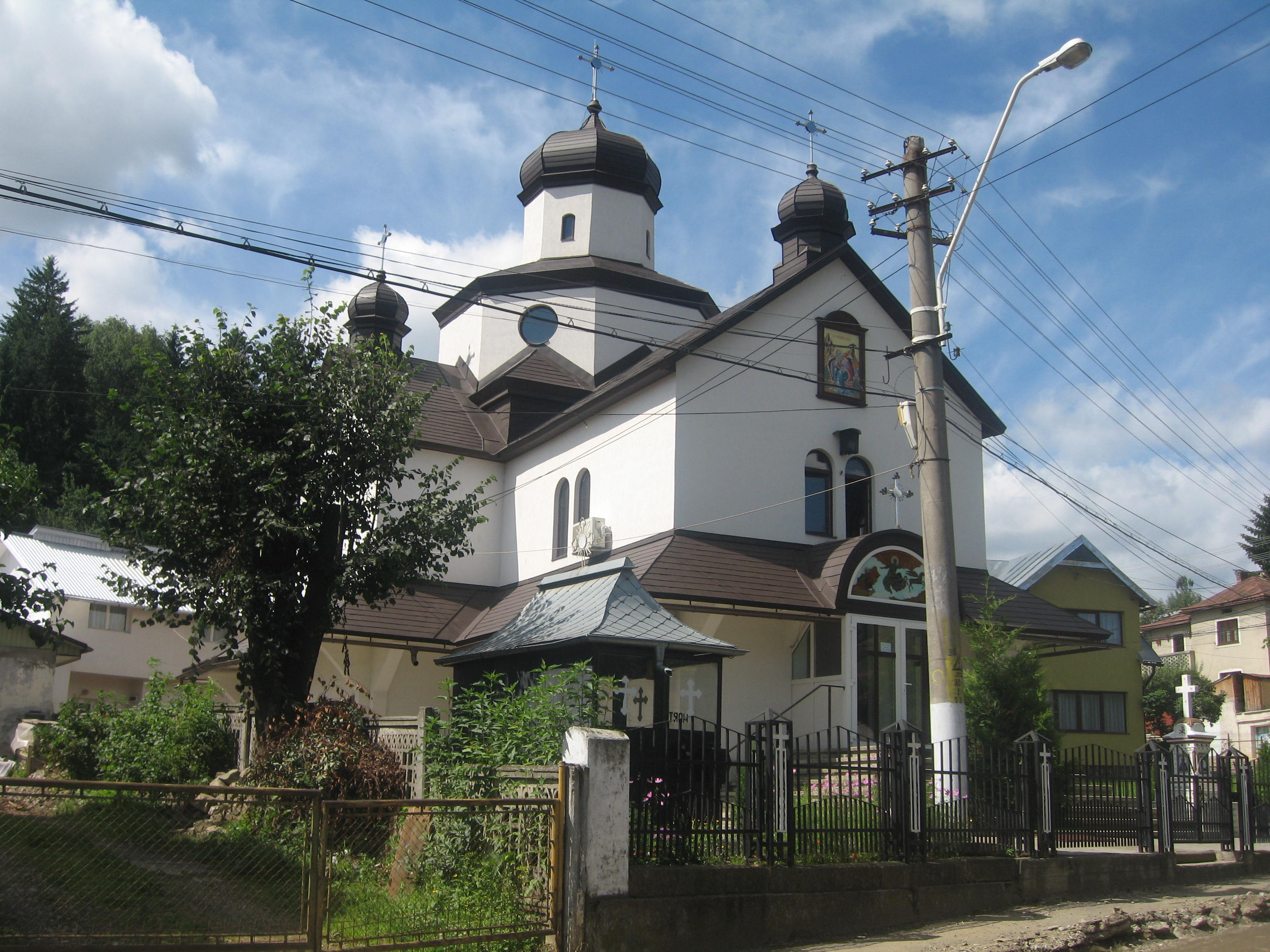
Biserica "Sf. Ilie" din Vatra Dornei
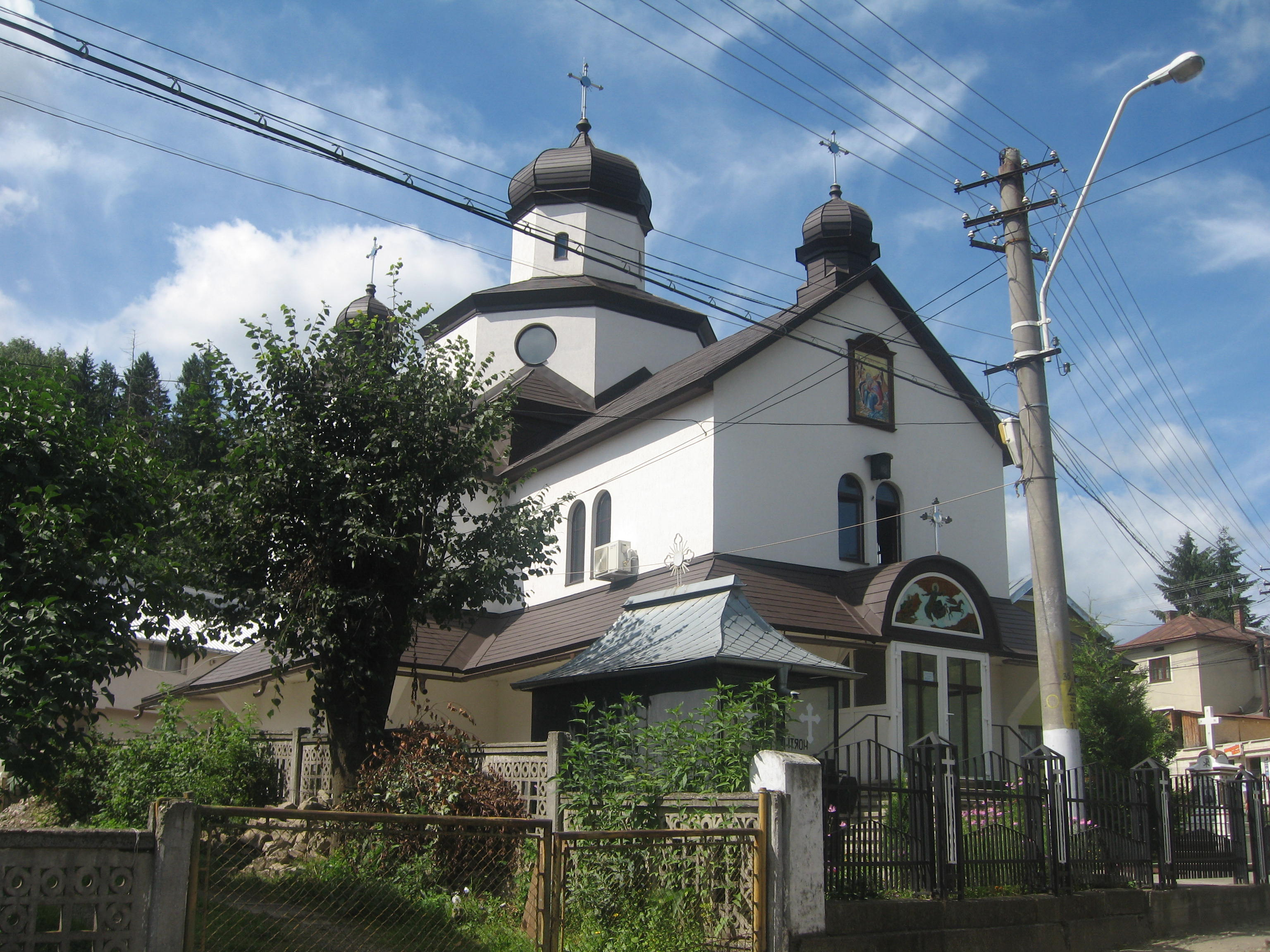
Biserica "Sf. Ilie" din Vatra Dornei
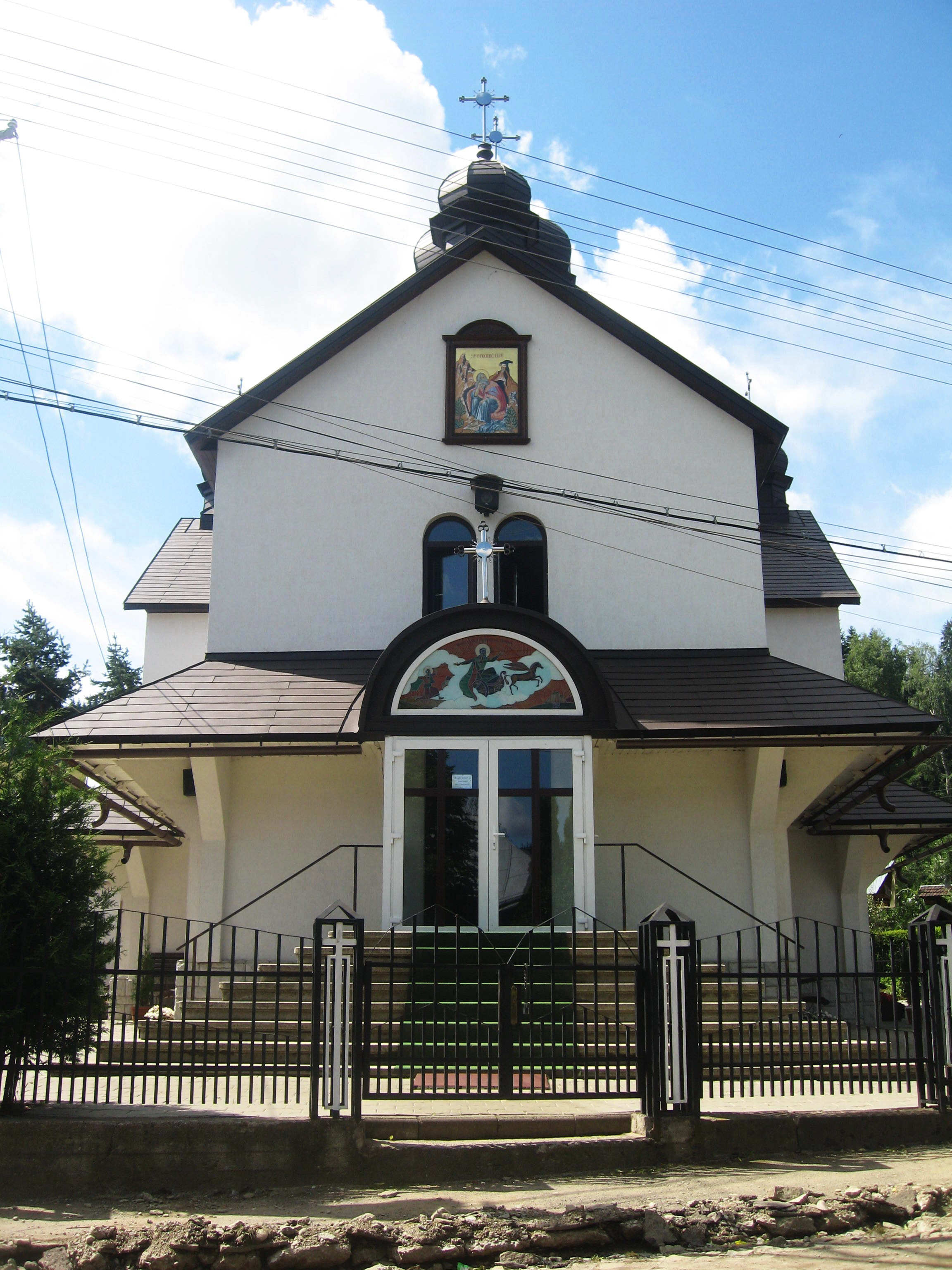
Vedere frontală
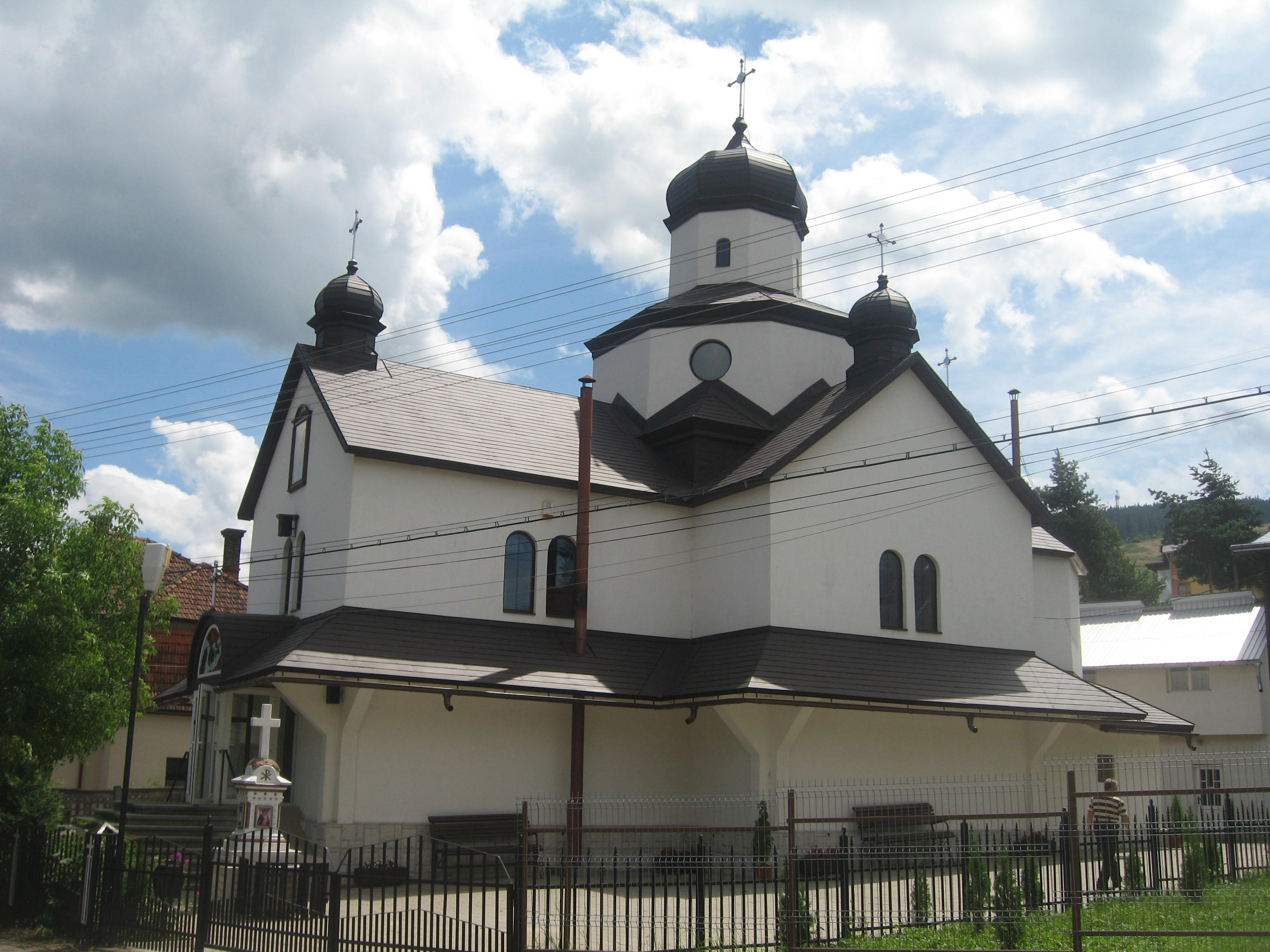
Biserica "Sf. Ilie" din Vatra Dornei
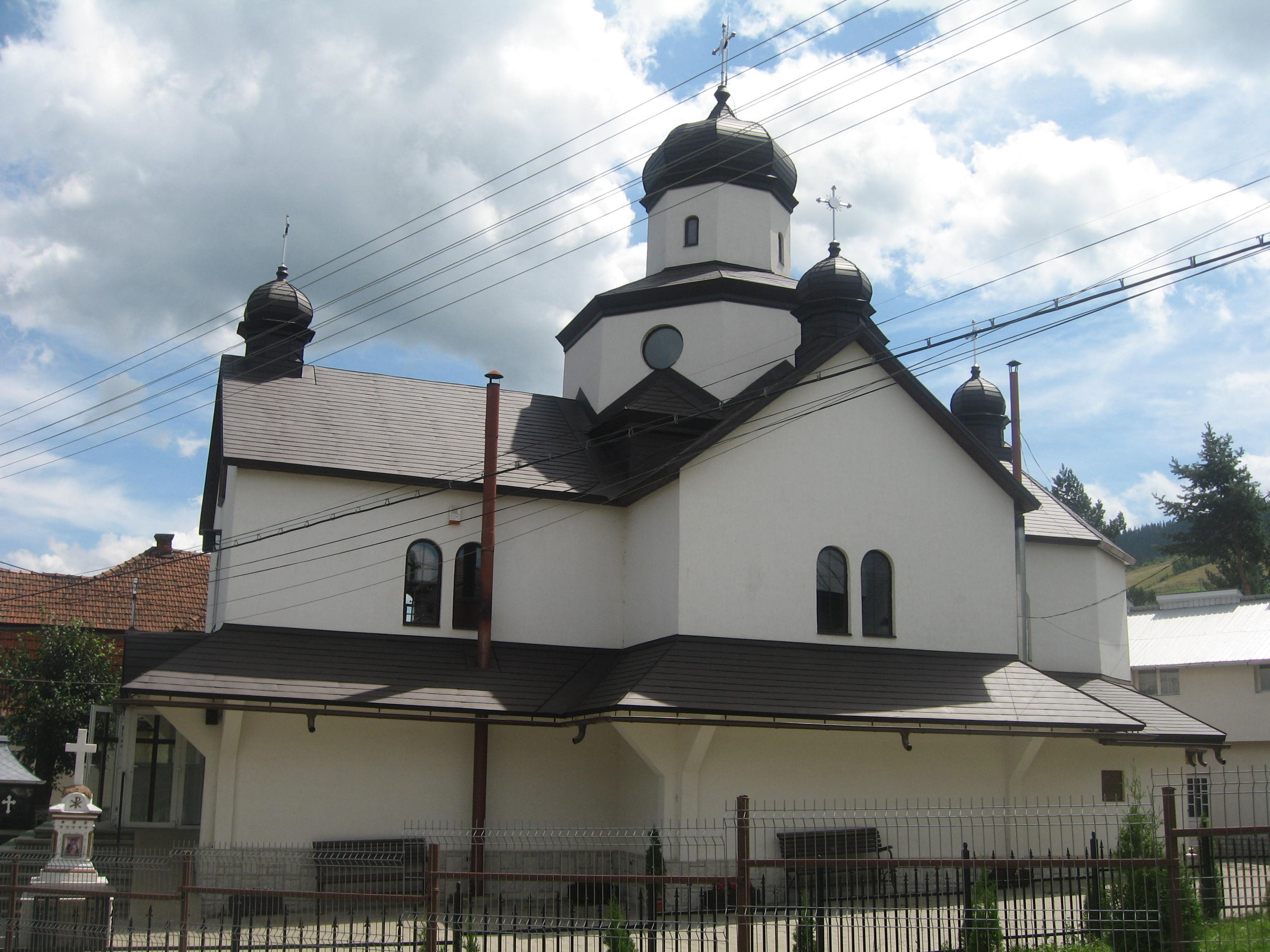
Vedere laterală
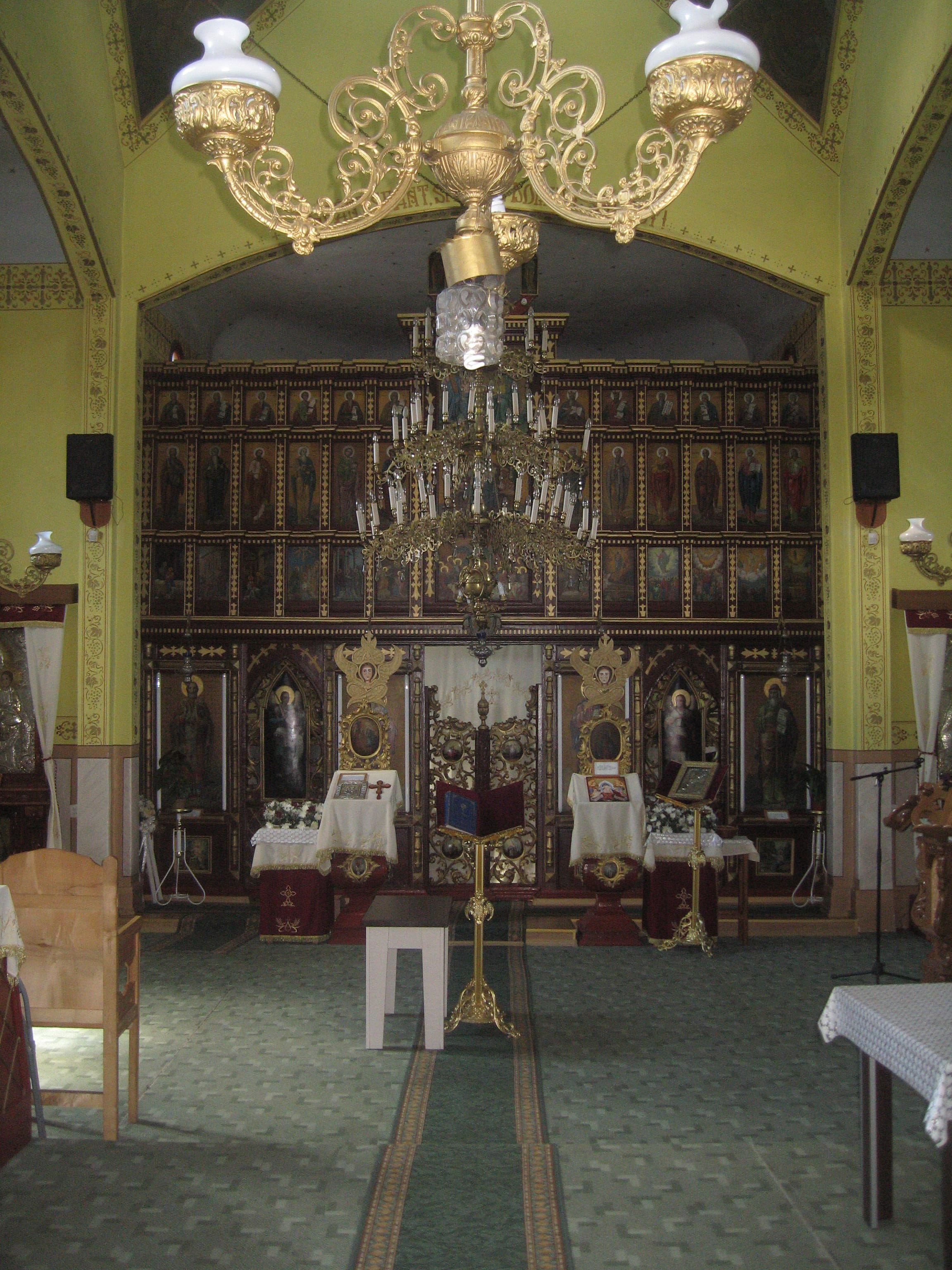
Interiorul bisericii
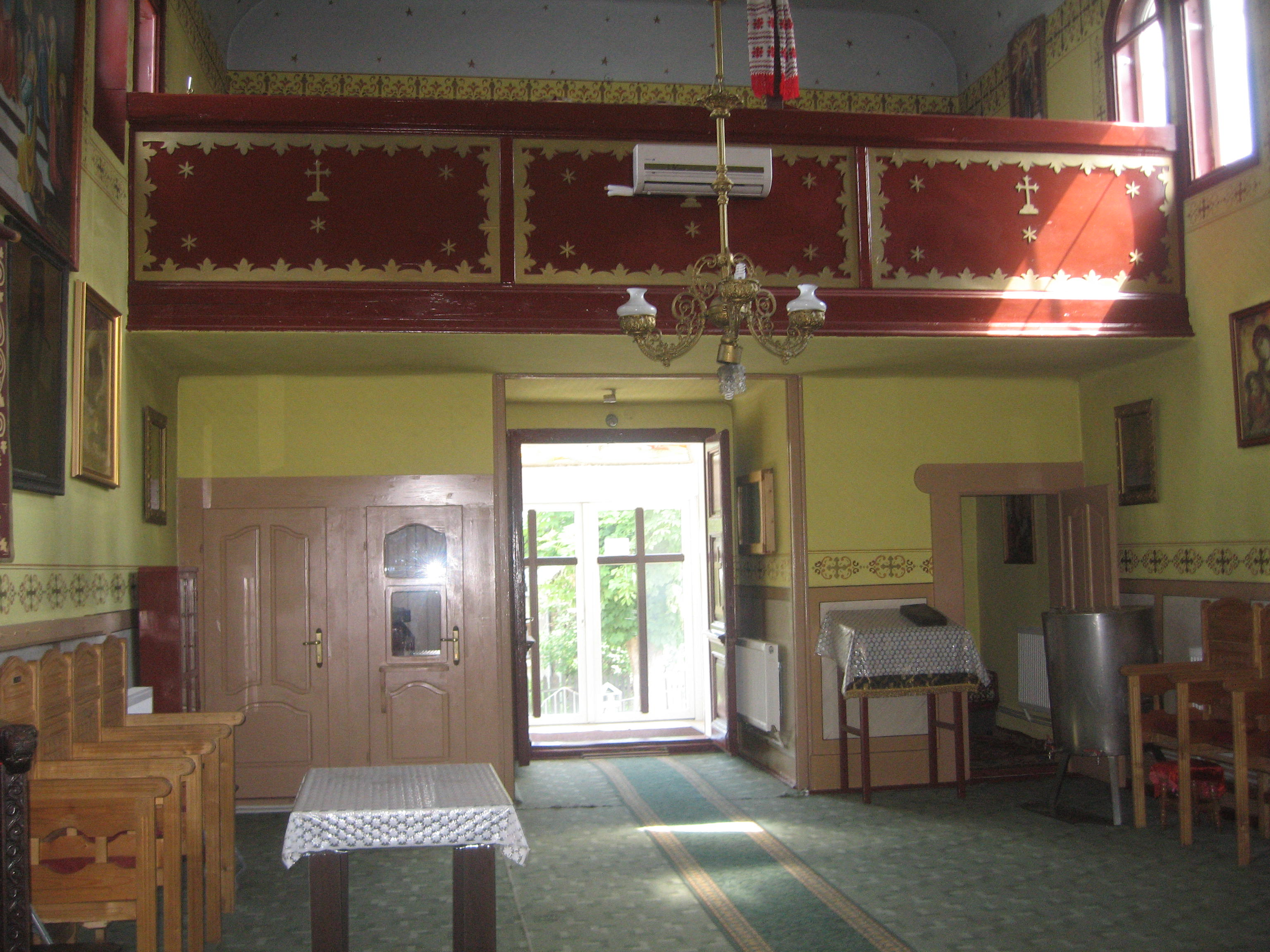
Interiorul bisericii - vedere dinspre altar